# Salcia, Taraclia
Salcia este satul de reședință al comunei cu același nume  din raionul Taraclia, Republica Moldova.

## Demografie

### Structura etnică
Structura etnică a satului Salcia conform recensământului populației din 2004:
| Grup etnic                    | Populație | % Procentaj |
| ----------------------------- | --------- | ----------- |
| Găgăuzi                       | 192       | 50,26%      |
| Bulgari                       | 96        | 25,13%      |
| Băștinași declarați Moldoveni | 54        | 14,14%      |
| Ruși                          | 22        | 5,76%       |
| Ucraineni                     | 17        | 4,45%       |
| Polonezi                      | 1         | 0,26%       |
| Total                         | 382       | 100%        |